# Carabodes tenerifensis
Carabodes tenerifensis är en kvalsterart som beskrevs av Pérez-Íñigo 1976. Carabodes tenerifensis ingår i släktet Carabodes och familjen Carabodidae. Inga underarter finns listade.